# Tanzanias ambassad i Stockholm
Tanzanias ambassad i Stockholm är Tanzanias diplomatiska representation i Sverige. Ambassadör sedan 2021 är Grace Alfred Olotu. Ambassaden är belägen i Täby kommun på Näsby Allé 6.

## Beskickningschefer
| Namn                  | Period    | Funktion   |
| --------------------- | --------- | ---------- |
| Muhammed Mwinyi Mzale | 2010–2014 | Ambassadör |
| Dora Mmari Msechu     | 2014–2018 | Ambassadör |
| Willibrod Peter Slaa  | 2018–2021 | Ambassadör |
| Grace Alfred Olotu    | 2021–     | Ambassadör |